# Saadi al-Munla
Saadi al-Munla (àrab: سعدي المنلا, Saʿdī al-Munlā) (Trípoli, 4 de novembre de 1890 – 12 de desembre de 1975) va ser un polític libanès que fou primer ministre del Líban. També va exercir com a ministre de justícia i d'economia.

## Biografia
Al-Munla era membre d'una família sunnita establerta a Trípoli del Líban. Va estudiar a Istanbul, on va obtenir una llicenciatura en dret.
Carrera i activitats
Al-Munla va treballar com a advocat. A continuació, es va convertir en un membre del Parlament Libanès sent diputat per Trípoli. El 1943 va ser el diputat que amb llapis vermell va dibuixar la bandera nacional libanesa, mentre que el cedre, a manca de llapis verd, es va dibuixar en negre
Era ministre de Justícia en el gabinet de Sami al-Sulh (1945-1946). El 18 de maig Sami al-Sulh va anunciar que es sotmetria a una moció de confiança, però poc abans de la reunió del Parlament tres dels seus ministres, Saadi al-Munla, Jamil Talhouk i Ahmed Assad, membres fins aleshores del Partit o Moviment de la Independència, van dimitir; el primer ministre va fer públic el programa que volia presentar (retirada de les tropes franceses i transferència dels serveis sota control francès) i va dimitir
Saadi al-Munla fou cridat llavors per ser primer ministre del Líban l'any 1946. Les principals personalitat dels país com Camille Chamoun, Habib Abi Chahia o Hamid Frangieh van renunciar per un o altre motiu durant les converses dels tres primers dies, però va poder formar govern que només es podia sostenir aprofitant les rivalitats entre grups i sense ministres competents en l'administració. Va obtenir 36 vots a favor, 5 en contra i una abstenció.
Va dimitir el 7 de desembre de 1946 i al cap d'una setmana es va formar el nou govern; el seu mandat va durar legalment del 22 de maig al 14 de desembre de 1946, sota la Presidència de Bishara al-Khoury. Durant aquest període també va exercir com a ministre d'economia. Va ser un protegit del clan dels Karami o Karame.